# Mandriva Linux One Gnome
Mandriva Linux One Gnome es una edición de Mandriva Linux, que utiliza el entorno de Escritorio Gnome , es un livecd por lo que se puede probar, instalar y migrar a Linux sin alterar el equipo.
Es un completo sistema Linux en un CD, ideal para usuarios Linux nuevos o experimentados, es fácil de descargar e instalar, y también seguro de probar en su modo live.

## Comunidad
Cualquier usuario que tenga conocimientos de inglés y disponga de conexión a Internet, puede presentar sus ideas para las futuras versiones de Mandriva one gnome en la página wiki oficial de la comunidad del proyecto
En febrero de 2007 se puso en marcha la página "Brainstorm",13 que permite a los usuarios proponer sus ideas y votar las del resto. También se informa de cuales de las ideas propuestas se están desarrollando o están previstas.

## Características
Mandriva one soporta oficialmente : Intel x86;
Al igual que cualquier distribución basada en GNU/Linux, Mandriva linux gnome es capaz de actualizar a la vez todas las aplicaciones instaladas en la máquina a través de repositorios, a diferencia de otros sistemas operativos propietarios, donde esto no es posible.
Esta distribución ha sido y está siendo traducida a más de 75 idiomas, y cada usuario es capaz de colaborar voluntariamente a esta causa, a través de Internet.

## Software
Posee una gran colección de aplicaciones prácticas y sencillas para la configuración de todo el sistema, a través de una interfaz gráfica útil para usuarios que se inician en Linux. El entorno de escritorio oficial es Gnome y se sincronizan con sus liberaciones. .

## Aplicaciones
La distribución se destaca por una excelente selección de paquetes, donde prima la calidad sobre la cantidad. La gran mayoría de programas se pueden acceder desde el Menú Gnome, el cual está ubicado en la parte izquierda a. El equipo de Gnome desarrolla sus propias aplicaciones y algunas de ellas se incluyen en la presente distribución. Los aplicativos están clasificados por categorías: Gráficos, Internet, Multimedia, Oficina, etc.
El usuario dispone de software para realizar tareas tales como realizar trabajos de oficina, administrar fotografías, navegar por Internet y reproducción o edición multimedia, entre otras actividades. Algunas de las aplicaciones que incluye Mandriva por omisión en su última versión, son:
| Gráficos - Eye of GNOME 2.28.1 - Visualizador de imágenes - f-spot - Gestor de fotos - inkscape - Editor de Gráficos vectoriales - Gimp - Editor de Imágenes Internet - Centro de Red- Gestor de Red - Mozilla Firefox, epiphany - Navegador web - Ekiga - Cliente de IRC - Empathy - Mensajería instantánea - Vinagre - Escritorio compartido - KTorrent - Cliente de BitTorrent - KMail - Cliente de correo - NetworkManager plasma widget - Gestor de red Multimedia - Amarok - Reproductor de audio - K3b - Grabación de CD y DVD - Kaffeine - Reproductor de vídeo - KMix - Mezclador de volumen de audio | Oficina - Kontact - Gestor de información personal - OpenOffice.org - Paquete ofimático Sistema - Dolphin - Administrador de archivos - KUser - Administrador de usuarios - KRandRTray - Redimensionar y rotar pantalla - KSystemLog - Visor de registros del sistema - Konsole - Programa de terminal - KPackageKit - Gestión de software Utilidades - Ark - Archivador - KTimeTracker - Gestor personal del tiempo - KNotes - Notas emergentes - KMouseTool - Pulsación automática del ratón - Kate - Editor de texto avanzado - KMag - Aumenta la pantalla - Kvkbd - Teclado virtual - SpeedCrunch - Calculadora |